# 迷惑盜龍屬
迷惑盜龍屬（意為「騙人的盜賊」，以希臘神話中的欺騙女神阿帕忒比喻化石長期被誤認為似鳥龍類）又名謬盜龍或阿帕忒盜龍，是獸腳類近頜龍科恐龍的一個屬，生存於早白堊世坎帕期，化石發現於加拿大皇家蒂勒爾博物館附近的馬蹄谷層。

## 发现

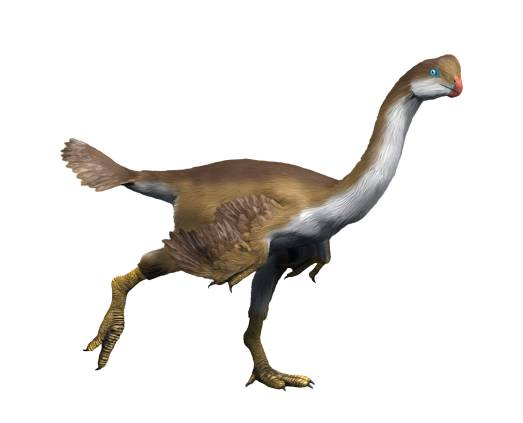
生命复原

1993年，在阿尔伯塔省的德拉姆海勒，皇家蒂勒尔博物馆以西三公里处出土了一具兽脚类骨骼。由于它最初被鉴定为一些不重要的似鸟龙类标本，准备工作直到2002年才开始，然而，当研究者认为这具标本颅骨缺失的时候，准备工作几乎立即停止，化石再次被石膏覆盖。2008年，研究恢复，直到那时才发现这些化石代表了一个科学界的新物种。
2016年，模式种有羽迷惑盗龙（Apatoraptor pennatus）由格雷戈里·富斯顿和菲利普·柯里命名并叙述。属名取自希腊神活中的欺骗女神阿帕忒和拉丁语单词raptor，意为“盗贼”，指多年来该标本隐藏了其真实身份。种名在拉丁语中的意思是“有羽毛的”，指其尺骨上带有羽茎瘤，表明这种动物有翅膀。
正模标本TMP 1993.051.0001发现于坎帕阶马蹄形谷层的马贼层，由带有颅骨的部分骨架组成，在发现时，大部分化石带有关节。它包括一个腭骨、部分下颌、一个舌骨、一列完整的颈椎和背椎、一些肋骨、右肩带、右臂、胸骨、腹肋、一个右髂骨、一个右股骨、一个右胫骨以及一个右腓骨。叙述者通过计算机断层扫描对其进行了进一步的研究。

## 分类学
迷惑盗龙被置于偷蛋龙类的近颌龙科，作为单足龙潜在的姊妹物种。